# تراینگل لیک (اورگن)
تراینگل لیک (به انگلیسی: Triangle Lake) یک منطقهٔ مسکونی در ایالات متحده آمریکا است که در شهرستان لین، اورگن واقع شده‌است.